# Keckwick
Keckwick är en ort i civil parish Daresbury, i kommunen Borough of Halton, i grevskapet Cheshire, i England. Keckwick var en civil parish 1866–1936 när blev den en del av Daresbury. Civil parish hade 54 invånare år 1931.